# ميجا إنتربرايز
ميجا إنتربرايز (بالإنجليزية: Mega Enterprise) (الكورية: 메가엔터프라이즈) ، هي شركة كورية جنوبية لإنتاج ألعاب الفيديو، وكانت مقرها في العاصمة الكورية الجنوبية سيؤول.

## الألعاب المنتجة
- ميتال سلج 4 سنة 2002م.
- ميتال سلج 5 سنة 2003م.
- بول تريغير سنة 2003م.
- تيكن 5 سنة 2004م.